# Lutz Ackermann (Chemiker)
Lutz Ackermann (* 1972) ist ein deutscher Chemiker (Organische Chemie).
Ackermann studierte Chemie an der Universität Kiel (Diplom 1998) und wurde 2001 bei Alois Fürstner an der Universität Dortmund und am Max-Planck-Institut für Kohlenforschung in Mülheim  promoviert (Entwicklung und Anwendung neuartiger Präkatalysatoren für die Olefinmetathese). Als Post-Doktorand war er an der University of California, Berkeley, bei Robert G. Bergman. Ab 2003 war er an der Ludwig-Maximilians-Universität München als Leiter einer Emmy-Noether-Nachwuchsgruppe. 2007 wurde er Professor an der Georg-August-Universität Göttingen. 2011 bis 2013 war er Dekan der Fakultät für Chemie und 2015 bis 2017 Direktor des Instituts für Organische und Bioorganische Chemie. Seit 2017 ist er leitender Wissenschaftler am Deutschen Zentrum für Herz-Kreislaufforschung. Seit 2016 ist er Ordentliches Mitglied der Niedersächsischen Akademie der Wissenschaften zu Göttingen.
Er befasst sich mit nachhaltiger und effizienter organischer Synthese, auch von biologisch aktiven Verbindungen, C-H-Aktivierung, asymmetrischer und sequentieller Katalyse, Ligandendesign. Unter anderem verfolgt er Katalyse von C-H-Aktivierung mit den häufigeren 3d-Übergangsmetallen (wie Eisen, Mangan, Kobalt, Nickel, Kupfer) statt wie davor meist mit den teureren 4d und 5d Übergangsmetallen (unter denen er häufig Ruthenium nutzte).
2012 erhielt er einen ERC Consolidator Grant, 2011 einen AstraZeneca Excellence in Chemistry Award und 2017 den Gottfried Wilhelm Leibniz-Preis. Er ist Fellow der Royal Society of Chemistry und gehört zu den hochzitierten Wissenschaftlern (Thomson Reuters). Er war unter anderem Gastprofessor in Toronto, an der University of Wisconsin, China, Bombay, Kyoto, Perugia und Paris. Seit 2015 ist er Adjunct Professor in Pavia. Für 2024 wurde Ackermann die Otto-Roelen-Medaille zugesprochen-

## Schriften (Auswahl)
- Herausgeber: Modern Arylation Methods, Wiley-VCH 2009
- mit R. Vicente, A. R. Kapdi: Transition-Metal-Catalyzed Direct Arylation of (Hetero) Arenes by C-H Bond Cleavage, Angewandte Chemie International Edition, Band 48, 2009, S. 9792–9826
- Carboxylate-assisted transition-metal-catalyzed C− H bond functionalizations: mechanism and scope, Chemical Reviews, Band 111, 2011, S. 1315–1345
- Carboxylate-assisted ruthenium-catalyzed alkyne annulations by C–H/Het–H bond functionalizations, Accounts of Chemical Research, Band 47, 2013, S. 281–295
- mit G. Cera: Iron-Catalyzed C–H Functionalization Processes, Top. Curr. Chem., Band 374,  2016, S. 191–224.